# Дура (город)
Дура (араб. دورا‎) — город в Палестинской автономии, расположен в 11 км к юго-западу от Хеврона в провинции Хеврон на юге Западного берега реки Иордан.

## Этимология
Согласно официальной информации, название «Дура» произошло от ханаанского слова, означавшего «дом». Древнее название города — Адораим, под таким именем он упоминается в Библии (2 Хроники 11:9), как один из городов, сооружённых Ровоамом.
В эллинистический и римский период город был известен под именем Адора. В период с 57 и 47 г. до н. э., территория древней Палестины была разделена на пять районов, Адора стала столицей Восточной Идумеи. После этого Идумея становится северным районом Иудеи и когда-то сильно эллинистический город стал преимущественно еврейским. Так было до распространения христианства в Палестине в византийский период (начиная с конца четвёртого века нашей эры).

## История
В период османского владычества жители Дуры подняли восстание против египетского Ибрагим-паши, организовавшего сопротивление законному султану. Подобные восстания произошли и против Британского мандата, Дура была осаждена британскими войсками в течение шести месяцев.
По результатам Арабо-израильской войны (1947—1949) была оккупирована Трансиорданией. 1 января 1967 года Дура была преобразована в муниципалитет[уточнить]. В ходе Шестидневной войны (1967) была оккупирована Израилем.
В 1995 году, в результате Соглашений Осло между Израилем и организацией ФАТХ, контроль над городом был передан Палестинской национальной администрации (ПНА).

## Климат
Климат сухой летом, умеренные осадки в зимний период. Среднегодовое количество осадков зависит от конкретного географического района в пределах города. Область Дар-Алядаба получает в среднем 400—600 мм осадков, южные склоны 300—400 мм, северные — 250—300.